# Etlingera bulusanensis
Etlingera bulusanensis là một loài thực vật có hoa trong họ Gừng. Loài này được Adolph Daniel Edward Elmer mô tả khoa học đầu tiên năm 1919 dưới danh pháp Amomum bulusanense. Năm 2018, Axel Dalberg Poulsen chuyển nó sang chi Etlingera.

## Từ nguyên
Tên loài lấy theo núi Bulusan trong tỉnh Sorsogon, Philippines.

## Phân bố
Loài này có tại đảo Luzon, Philippines.